# Saint-Clément (Allier)
Saint-Clément település Franciaországban, Allier megyében. Lakosainak száma 284 fő (2022. január 1.). Saint-Clément La Chabanne, Châtel-Montagne, Ferrières-sur-Sichon, Le Mayet-de-Montagne és Saint-Nicolas-des-Biefs községekkel határos.

## Népesség
A település népessége az elmúlt években az alábbi módon változott:
| Lakosok száma | 489  | 346  | 328  | 349  | 325  | 318  | 300  | 288  | 285  | 284  |
|               | 1968 | 1982 | 1990 | 2006 | 2013 | 2015 | 2017 | 2019 | 2020 | 2022 |